# Résidence Buffalo
Pour les articles homonymes, voir Buffalo.
La résidence Buffalo est un grand ensemble de la ville de Montrouge, bâti entre 1957 et 1958 par l'architecte Fernand Pouillon. Elle est labellisée « Architecture contemporaine remarquable » (anciennement « Patrimoine du XXe siècle »).

## Histoire

Label « Patrimoine du XXe siècle ».

La résidence est construite en lieu et place de l'ancien stade Buffalo (lequel tirait son nom des tournées de la troupe de Buffalo Bill), grâce au Comptoir national du logement. Cette structure, sorte de bureau d'études et de promotion privée, est présidée par un ancien préfet de la Seine, et a pour architecte en chef Fernand Pouillon. La résidence obtient le label « Patrimoine du XXe siècle » en 2008.

## Architecture
La résidence de 466 logements comporte des immeubles de sept étages, encadrant des immeubles plus petits et une tour centrale sur pilotis, de sept étages également. Un bassin circulaire et des jardins agrémentent l'ensemble. Les bâtiments sont basés sur une structure en béton armé, avec des façades en pierre claire. Les trois derniers étages des immeubles les plus hauts sont d'une facture extérieure qui diffère de celle des étages inférieurs ; de plus, un balcon filant sépare les deux volumes : le tout engendre, dans l'inconscient de la personne qui regarde, une lecture visuelle qui fait ressentir des bâtiments moins hauts qu'ils ne le sont réellement, et réduit ainsi l'effet de masse.

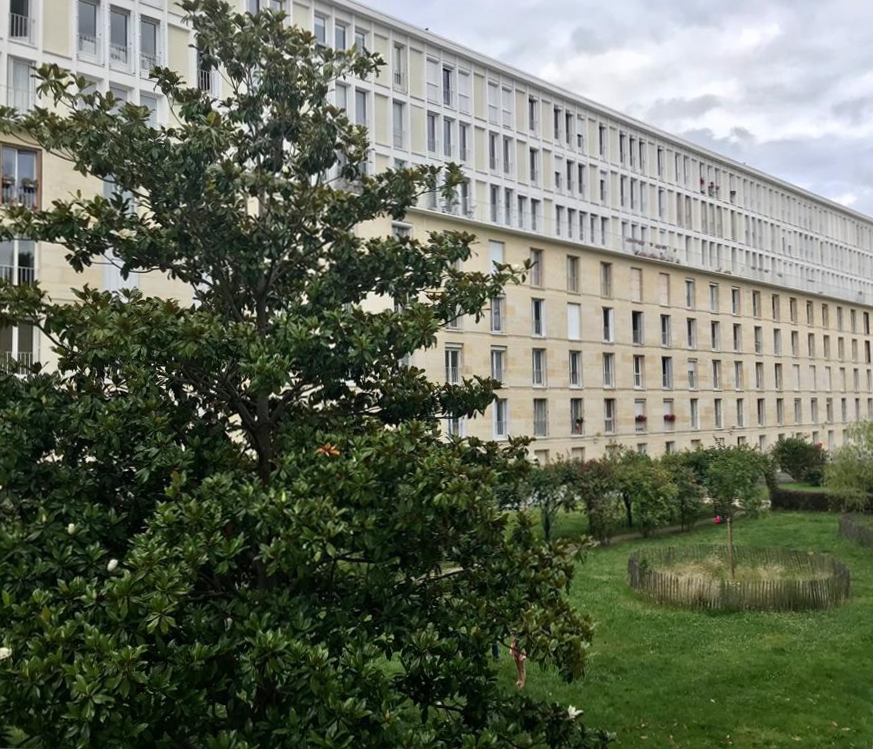
Immeuble de sept étages, avec principe de réduction de l'effet de masse.
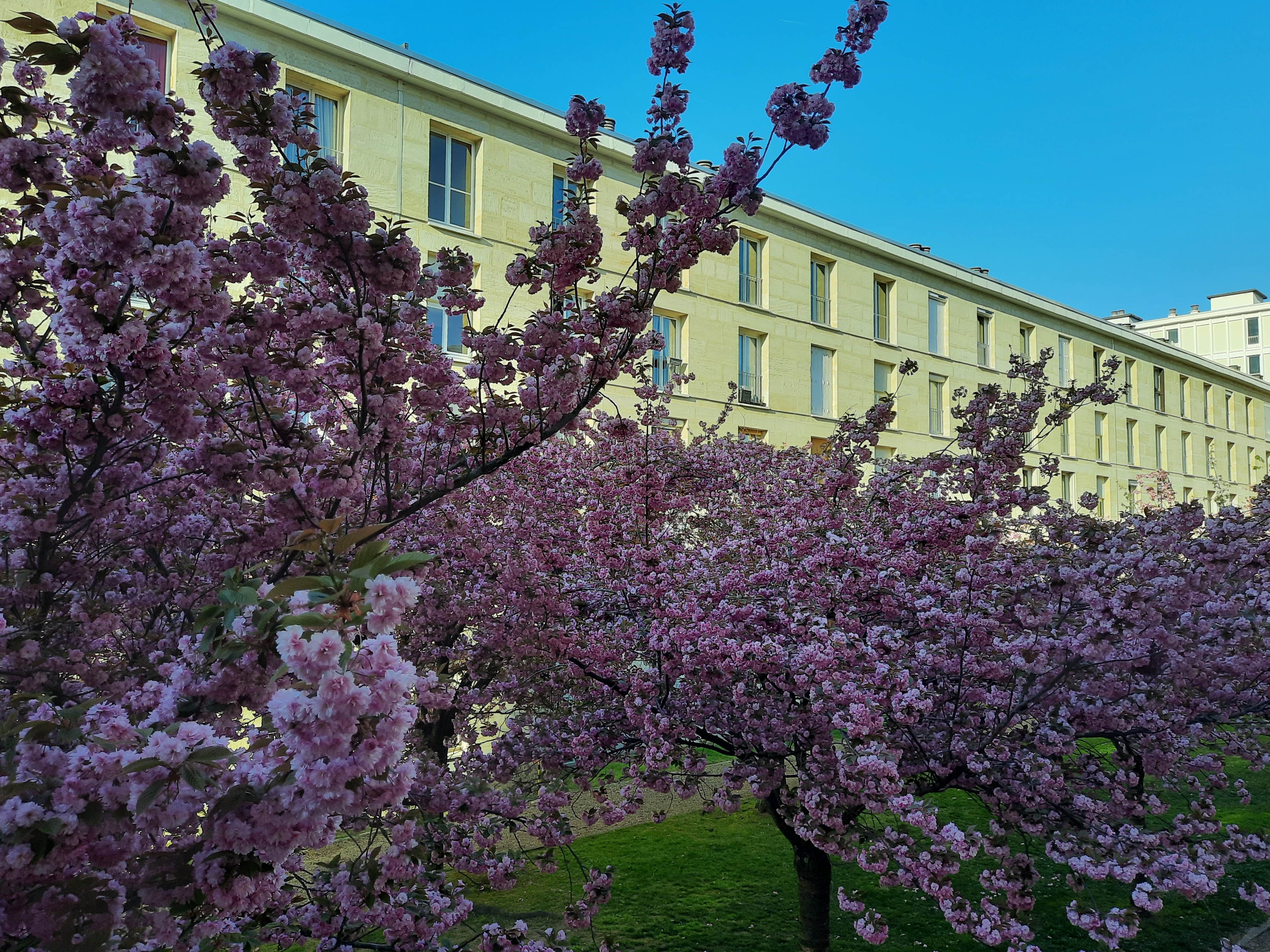
Cerisiers en fleur devant immeuble de quatre étages.

## Localisation
Bordant le Cercle athlétique de Montrouge, la résidence est encadrée par l'avenue du Fort, la rue Carvès et la rue Victor-Basch. La chapelle Saint-Luc, également  labellisée « Architecture contemporaine remarquable », lui fait face.

## À voir